# Sybota osornis
Sybota osornis là một loài nhện trong họ Uloboridae.
Loài này thuộc chi Sybota. Sybota osornis được miêu tả năm 1979 bởi Opell.